# Palanana gaini
Palanana gaini là một loài chân đều trong họ Paramunnidae. Loài này được Richardson miêu tả khoa học năm 1913.